# Melanotus villosus
Melanotus villosus is een keversoort uit de familie kniptorren (Elateridae). De wetenschappelijke naam van de soort is voor het eerst geldig gepubliceerd in 1785 door Geoffroy.

## Kenmerken
De grootte van volwassen kevers is 14-19 (20) millimeter. De kleur van lichaam en poten is zwart. Het draagt bruine tarsi op zijn poten. En de antennes zijn bruinzwart. Mannetjes hebben langere antennes en prothorax dan vrouwtjes.

## Verspreiding
Melanotus villosus komt oor in Europa en enkele Aziatische landen. De soort kan overal in Engeland (Sherwood Forest), Wales, Schotland (vooral in Loch Lomond, Dumfries en Galloway) en het uiterste noordwesten worden aangetroffen.

## Voedsel
De kever eet oude dennenstronken.